# Memoria explícita
La memoria explícita es la recolección consciente e intencional de información y experiencias previas. Se pone de manifiesto constantemente en la vida diaria, como por ejemplo a la hora de recordar la hora de una cita o un suceso ocurrido hace años. La memoria explícita se diferencia de la memoria implícita en que esta última supone una forma de memoria inintencionada e inconsciente. Así, recordar las instrucciones recibidas durante una clase de conducción corresponde al ámbito de la memoria explícita, pero la mejora de la habilidad para la conducción como resultado de esas lecciones tiene que ver con la memoria implícita.

## Tipos
- La memoria episódica, una parte de la memoria autobiográfica, consiste en el almacenamiento del recuerdo de sucesos concretos de la vida de una persona. Es la memoria de las experiencias de la vida centrada en uno mismo. La memoria episódica es necesaria para el "viaje temporal" mental: recordar el pasado e imaginar el futuro. Se considera una cualidad únicamente humana que depende de la maduración, por lo que no se encuentra en niños pequeños.[1]
- La memoria semántica está formada por toda la memoria explícita que no es autobiográfica. Algunos ejemplos de memoria semántica serían el conocimiento de sucesos históricos, la capacidad para reconocer amigos y conocidos, o la información aprendida en la escuela, como el vocabulario especializado, la lectura, la escritura o conocimientos matemáticos.

Las bases neurológicas de las memorias episódica y semántica no están determinadas completamente todavía. No obstante, los científicos E. Tulving y R. F. Thompson sugieren que la memoria episódica puede estar relacionada con la actividad del hemisferio cerebral derecho, mientras que la memoria semántica estaría localizada en el hemisferio izquierdo.

## Codificación y recuperación
- La codificación de la memoria explícita depende de un proceso de "arriba a abajo" guiado conceptualmente por el que un individuo reorganiza y almacena la información que recibe. El sujeto asocia la nueva información con las experiencias y estímulos relacionados que haya recibido previamente. El posterior recuerdo de la información está, por lo tanto, notablemente influenciado por el modo en que la información fue procesada originalmente. El efecto de profundidad del procesamiento es la mejora en el recuerdo de un evento o suceso que ha sido procesado de forma significativa. Así, se cree que la forma más efectiva de crear recuerdos declarativos pasa por manejar la información recibida de forma que se convierta en algo significativo y relacionado con los conocimientos previos.
- La recuperación: dado que la persona desempeña un rol activo en el procesamiento de la información explícita, las pistas internas que fueron utilizadas durante el procesamiento pueden ser utilizadas también para iniciar un recuerdo espontáneo. Cuando alguien habla sobre una experiencia, las palabras que usa le ayudarán a recordarla posteriormente.

## Estructuras neurológicas involucradas
Se han propuesto algunas estructuras neurológicas asociadas a la memoria explícita. La mayor parte de ella se encuentran en el lóbulo temporal o en lugares fuertemente relacionados con él, como la amígdala, el hipocampo y la corteza rinal en el lóbulo temporal, y el córtex prefrontal. Los núcleos del tálamo cerebral también se incluyen, porque existen muchas conexiones entre el córtex prefrontal y el córtex temporal que transitan a través del tálamo.
Las regiones que conforman el circuito de la memoria explícita reciben información del neocórtex y de los sistemas del tallo cerebral, incluyendo los sistemas colinérgicos, serotoninérgicos y noradrenérgicos.